# Perfect Day (chanson de Lou Reed)
Cet article concerne la chanson de Lou Reed. Pour la chanson de Cascada, voir Perfect Day.
Pour les articles homonymes, voir Perfect Day.
Perfect Day est l'une des chansons les plus connues de Lou Reed. Elle apparaît pour la première fois sur l'album Transformer (1972) produit par David Bowie et Mick Ronson. Le titre bénéficie du travail d'orchestration musicale effectué par ces derniers, notamment en ce qui concerne le piano (joué par Mick Ronson).
Cette chanson aborde le thème de l'amour, d'une façon qu'on peut interpréter aussi bien comme une évocation d'un amour « classique » envers un être humain, qu'une dépendance à la drogue, thème récurrent chez Lou Reed.

## Cinéma
Cette chanson apparaît sur la bande originale de plusieurs films :
 Sauf indication contraire, les informations mentionnées dans cette section peuvent être confirmées par la base de données cinématographiques IMDb,  présente dans la section « Liens externes ».
- en 1996, dans Trainspotting de Danny Boyle, qui contribua en partie à la populariser ;
- en 2001, dans Prozac Nation de Erik Skjoldbjærg.
- en 2008, dans Le Premier Jour du reste de ta vie de Rémi Bezançon.
- en 2016, dans Les Beaux Jours d'Aranjuez de Wim Wenders.
- en 2019, dans la série Doom Patrol S01E06[1].
- en 2019, dans la série SEE
- en 2022, dans la série Our Flag Means Death
- en 2023, dans le film Perfect Days de Wim Wenders.

## Reprises
Ce morceau a notamment été repris :
- en 1995, par le groupe anglais Duran Duran pour son album de reprises, Thank You ;
- en 2006, par le groupe Coldplay au Isle of Wight Festival, le 11/06/2006 ;
- en 2007, par Tai-Luc, chanteur de La Souris Déglinguée, sur l'album Jukebox ;
- en 2009, par Craig Walker dans son premier album solo Siamese ;
- en 2010, par Susan Boyle dans son album The Gift ;
- en 2010, par The Jolly Boys pour son album de reprises Great Expectation[2] ;
- en 2014, par Pain of Salvation dans leur album Falling Home ;
- en 2018, dans le film Leto de Kirill Serebrennikov ;
- en 2022, par Ramin Djawadi pour la saison 4 de Westworld ;
- en 2024, par Patrick Watson pour le film Perfect Days de Wim Wenders.

### Version caritative
Elle a été également réutilisée pour un spot promotionnel de la BBC en 1997, reprise qui devint un single vendu au profit de l'association Children in Need. Cette version est interprétée par des stars de la chanson du monde anglo-saxon :
- Lou Reed
- Bono du groupe U2
- Skye Edwards, alors chanteuse du groupe Morcheeba
- David Bowie
- Suzanne Vega
- Sir Elton John
- le groupe Boyzone
- Lesley Garrett
- Le groupe Burning Spear
- Thomas Allen
- Heather Small du groupe M People
- Emmylou Harris
- Tammy Wynette
- Shane MacGowan
- Dr. John
- Robert Cray
- Gabrielle
- Evan Dando du groupe The Lemonheads
- Courtney Pine
- L'orchestre philharmonique de la BBC
- Brett Anderson du groupe Suede
- Joan Armatrading
- Laurie Anderson
- Tom Jones
- Huey du groupe Fun Lovin' Criminals
- Le Brodsky Quartet
- Le Visual Ministry Choir
- Sheona White
- Ian Broudie du groupe The Lightning Seeds

Ce CD single comporte trois pistes : une avec tous ces interprètes, une avec les seules interprètes féminines, la troisième avec les seuls interprètes masculins.

### Version de Duran Duran
Singles de Duran Duran
Too Much Information
(1993) White Lines (Don't Do It)
(1995)
Perfect Day est le premier single extrait de l'album de reprises du groupe britannique Duran Duran, Thank You sorti en 1995. Cet album rend hommage aux artistes ayant inspirés et influencés le groupe.
L'ancien batteur du groupe, Roger Taylor, est présent sur cette chanson, alors qu'il avait quitté Duran Duran en 1986. La chanteuse Tessa Niles, collaboratrice de longue date du groupe, participe aux chœurs.

#### Clip
Le clip de la reprise par Duran Duran est tourné en février 1995 et réalisé par Nick Egan. Il est diffusé pour la première fois en mars. On y voit le groupe jouant dans une boîte rouge. Des images et dessins sont intercalés avec les plans du groupe.

#### Critiques
Si beaucoup de journalistes ont fortement critiqué l'album de reprises de Duran Duran, Lou Reed dit avoir apprécié la version de sa chanson Perfect Day. Dans l’émission Behind the Music, il déclare ainsi : « Je pense que la version de Perfect Day par Duran Duran est peut-être la meilleure reprise de l'une de mes chansons. Je ne suis pas sûr de l'avoir aussi bien chantée que Simon Le Bon. Je pense qu'il la chante mieux que moi ». Quelques années plus tard, lorsqu'on lui rappelle ses propos, il précise « Quand j'ai dit que c'est mieux que ma version, c'est mieux en termes de pop. La mienne n'est pas, je suppose, ce que l'on appelle de la pop. Mais j'ai estimé qu'ils ont vraiment essayé d'en tirer quelque chose de beau ».

#### Crédits
Duran Duran
- Simon Le Bon : chant principal
- Nick Rhodes : claviers
- John Taylor : guitare basse
- Warren Cuccurullo : guitare

Autres
- Roger Taylor : batterie
- Tessa Niles : chœurs
- John Jones, Anthony J. Resta, Bob St. John : production additionnelle et ingénieurs du son
- David Richards : mixage
- Mark Tinley : programmation additionnelle

#### Liste des titres
| 7"Parlophone DD 20 (Royaume-Uni) 1. Perfect Day – 50000.0 2. Femme Fatale (alternative mix) – 4:14 MCCapitol 4KM 58392 4 (États-Unis) 1. Perfect Day – 3:53 2. White Lines (Wrapless Edit) – 4:32 CDParlophone CD DD 20 (Royaume-Uni) 1. Perfect Day – 3:53 2. Love Voodoo (remix) – 7:36 3. The Needle and the Damage Done – 2:03 4. 911 is a Joke (version alternative) – 3:49 CDParlophone CD DDS 20 (Royaume-Uni) 1. Perfect Day – 3:53 2. Come Up and See Me (Make Me Smile) – 4:56 3. Perfect Day (version acoustique) – 3:44 4. Femme Fatale (mix alternatif) – 4:14 CD promotionnelEMI CDINTPRO 1 (Royaume-Uni) 1. Perfect Day (version album) | CDCapitol C2 7243 8 58392 2 1 (États-Unis) 1. Perfect Day (version album) – 3:44 2. White Lines (version live) – 5:33 3. White Lines (Oakland Funk Edit) – 4:24 4. White Lines (Junior's Freestyle Edit) – 4:06 5. None of the Above (Remix) – 4:07 - La version live de White Lines a été enregistrée à la Wembley Arena, en avril 1994 CDCapitol C2 7243 8 58393 2 0 (États-Unis) 1. Perfect Day (version acoustique) – 3:25 2. White Lines (Junior's House Mix Edit) – 4:02 3. White Lines (Global Groove Edit) – 3:56 4. White Lines (Blizzard Mix) – 4:35 5. The Needle and the Damage Done – 2:02 CD du box set The Singles 1986–1995 (2004) 1. Perfect Day – 3:53 2. Femme Fatale (alternative mix) – 4:14 3. Love Voodoo (remix) – 7:36 4. The Needle and the Damage Done – 2:03 5. 911 is a Joke (version alternative) – 3:49 6. Come Up and See Me (Make Me Smile) – 4:56 7. Perfect Day (version acoustique) – 3:44 CDCapitol DPRO-79599 (États-Unis) 1. Perfect Day (version album) – 3:53 2. Perfect Day (version acoustique) – 3:44 |